# 渡邊弘
渡邊 弘（わたなべ ひろし、1955年8月14日 - ）は、日本の教育学者、作新学院大学教授。
栃木県生まれ。1979年慶應義塾大学文学部教育学専攻卒、1982年同大学大学院社会学研究科博士課程中退、2003年「俳諧教師小林一茶の研究」で慶大博士（教育学）。1982年作新学院女子短期大学専任講師、1987年助教授、1995年宇都宮大学教育学部助教授、2001年教授、2002年宇都宮大学教育学部附属小学校校長兼任、2009年教育学部長、2013年作新学院大学客員教授、2014年教授・人間文化学部学部長、2017年学長。1994年に国民学術協会賞受賞。

## 著書
- 『小林一茶 「教育」の視点から』東洋館出版社 1992
- 『一茶・小さな<生命>へのまなざし 俳句と教育』川島書店 1994
- 『人間教育の探究』東洋館出版社 2006
- 『俳諧教師小林一茶の研究』東洋館出版社 2006
- 『これだけは知っておきたい道徳授業の基礎・基本』川島書店 2012
- 『「ちゅうくらい」という生き方 俳人一茶の思想はどこからきたか』信濃毎日新聞社 2015
- 『人間教育のすすめ』東洋館出版社 2016
- 『創価教育と人間主義』 第三文明社　2021

### 共編著
- 『「援助」としての教育を考える』松丸修三共編著 川島書店 1994
- 『「援助」教育の系譜 近世から現代まで:その思想と実践』編 松丸修三,米山光儀,森田希一共著 川島書店 1997
- 『「援助」する学校へ 学びの援助活動としての教育実践』森田希一共著 川島書店 2001
- 『学校道徳教育入門』編著 東洋館出版社 2007